# Catherine Barclay
Catherine Barclay (Sydney, 12 juni 1973) is een voormalig tennisspeelster uit Australië. Barclay begon met tennis toen zij acht jaar oud was. Zij speelt rechtshandig en heeft een enkelhandige backhand. Zij was actief in het proftennis van 1989 tot en met het Australian Open in januari 2004. Op 16 juli 2003 trad zij in het huwelijk met Christopher Reitz.

## Loopbaan

### Enkelspel
Barclay debuteerde in 1989 op het ITF-toernooi van Nuriootpa (Australië). Zij stond in 1990 voor het eerst in een finale, op het ITF-toernooi van Matsuyama (Japan) – zij verloor van de Japanse Rika Hiraki. In 1993 veroverde Barclay haar eerste titel, op het ITF-toernooi van Canberra (Australië), door landgenote Jane Taylor te verslaan. In totaal won zij drie ITF-titels, de laatste in 1994 in Saga (Japan).
In 1998 kwalificeerde Barclay zich voor het eerst voor een WTA-hoofdtoernooi, op het toernooi van Gold Coast. Zij bereikte er de tweede ronde.
Zij nam driemaal deel aan het Australian Open, maar kwam nooit verder dan de eerste ronde.

### Dubbelspel
Barclay behaalde in het dubbelspel betere resultaten dan in het enkelspel. Zij debuteerde in 1989 op het ITF-toernooi van Nuriootpa (Australië), samen met landgenote Clare Thompson – zij bereikte er de halve finale. Zij stond in 1990 voor het eerst in een finale, op het ITF-toernooi van Adelaide (Australië), samen met landgenote Kerry-Anne Guse – hier veroverde zij haar eerste titel, door het Australische duo Maija Avotins en Joanne Limmer te verslaan. In totaal won zij dertig ITF-titels, de laatste in 2000 in Dublin (Ierland), samen met de Nederlandse Andrea van den Hurk.
In 1990 speelde Barclay voor het eerst op een WTA-hoofdtoernooi, op het toernooi van Brisbane, samen met landgenote Nicole Pratt. Zij stond in 1994 voor het eerst in een WTA-finale, op het toernooi van Birmingham, samen met landgenote Kerry-Anne Guse – zij verloren van het koppel Zina Garrison en Larisa Neiland. In 2002 veroverde Barclay haar eerste WTA-titel, op het toernooi van Boedapest, samen met Française Émilie Loit, door het koppel Jelena Bovina en Zsófia Gubacsi te verslaan. Twee maanden later won zij samen met de Duitse Martina Müller haar andere WTA-titel in Rosmalen, waar zij in 2000 al eens de finale had gehaald met Karina Habšudová aan haar zijde.
Haar beste resultaat op de grandslamtoernooien is het bereiken van de kwartfinale, op Wimbledon 1998, samen met landgenote Kerry-Anne Guse. Haar hoogste notering op de WTA-ranglijst is de 32e plaats, die zij bereikte in juli 1998.

#### Gemengd dubbelspel
Barclay bereikte in 1995 op Wimbledon de kwartfinale, samen met landgenoot Andrew Florent.

### Tennis in teamverband
In 1999 maakte Barclay deel uit van het Australische Fed Cup-team – zij behaalde daar een winst/verlies-balans van 3–0.

## Posities op deWTA-ranglijst
Positie per einde seizoen:
| jaar | rang enkelspel | rang dubbelspel |
| ---- | -------------- | --------------- |
| 1989 | 738            | –               |
| 1990 | 361            | 226             |
| 1991 | 386            | 299             |
| 1992 | 490            | 183             |
| 1993 | 281            | 86              |
| 1994 | 186            | 62              |
| 1995 | 304            | 66              |
| 1996 | 282            | 82              |
| 1997 | 257            | 62              |
| 1998 | 157            | 41              |
| 1999 | 348            | 81              |
| 2000 | 473            | 94              |
|      |                |                 |
| 2002 | –              | 55              |
| 2003 | –              | 236             |

## Palmares
| Legenda                |
| ---------------------- |
| Grandslamtoernooi      |
| Olympische Spelen      |
| Year-End Championships |
| Tier I                 |
| Tier II                |
| Tier III               |
| Tier IV & V            |

### WTA-finaleplaatsen enkelspel
geen

### WTA-finaleplaatsen vrouwendubbelspel
| nr.              | finale     | toernooi          | ondergrond | partner           | tegenstandsters                      | score          |         |
| ---------------- | ---------- | ----------------- | ---------- | ----------------- | ------------------------------------ | -------------- | ------- |
| gewonnen finales |            |                   |            |                   |                                      |                |         |
| 1.               | 2002-04-21 | WTA Boedapest     | gravel     | Émilie Loit       | Jelena Bovina Zsófia Gubacsi         | 4-6, 6-3, 6-3  | details |
| 2.               | 2002-06-22 | WTA Rosmalen      | gras       | Martina Müller    | Bianka Lamade Magdalena Maleeva      | 6-4, 7-5       | details |
| verloren finales |            |                   |            |                   |                                      |                |         |
| 1.               | 1994-06-12 | WTA Birmingham    | gras       | Kerry-Anne Guse   | Zina Garrison Larisa Neiland         | 4-6, 4-6       | details |
| 2.               | 1997-07-27 | WTA Warschau      | gravel     | Meike Babel       | Ruxandra Dragomir Inés Gorrochategui | 4-6, 0-6       | details |
| 3.               | 1999-04-18 | WTA Japan (Tokio) | hardcourt  | Kerry-Anne Guse   | Corina Morariu Kimberly Po           | 3-6, 2-6       | details |
| 4.               | 2000-06-24 | WTA Rosmalen      | gras       | Karina Habšudová  | Erika deLone Nicole Pratt            | 6-7, 3-4, opg. | details |
| 5.               | 2000-07-23 | WTA Knokke-Heist  | gravel     | Eva Dyrberg       | Giulia Casoni Iroda Tulyaganova      | 6-2, 4-6, 4-6  | details |
| 6.               | 2002-01-12 | WTA Hobart        | hardcourt  | Christina Wheeler | Tathiana Garbin Rita Grande          | 2-6, 6-7       | details |

## Resultaten grandslamtoernooien
| Legenda | Legenda                          |
| ------- | -------------------------------- |
| g.t.    | geen toernooi gehouden           |
| l.c.    | lagere categorie                 |
| –       | niet deelgenomen                 |
| G       | uitgeschakeld in de groepsfase   |
| 1R      | uitgeschakeld in de eerste ronde |
| 2R      | uitgeschakeld in de tweede ronde |
| 3R      | uitgeschakeld in de derde ronde  |
| 4R      | uitgeschakeld in de vierde ronde |
| KF      | uitgeschakeld in de kwartfinale  |
| HF      | uitgeschakeld in de halve finale |
| F       | de finale verloren               |
| W       | het toernooi gewonnen            |
| w-v     | winst/verlies-balans             |

### Enkelspel
| Toernooi        | 1991 |    | 1998 | 1999 | w-v |
| --------------- | ---- | -- | ---- | ---- | --- |
| Australian Open | 1R   | 1R | 1R   | 0-3  |     |
| Roland Garros   | –    | –  | –    | 0-0  |     |
| Wimbledon       | –    | –  | –    | 0-0  |     |
| US Open         | –    | –  | –    | 0-0  |     |

### Vrouwendubbelspel
| Toernooi        | 1991 | 1992 | 1993 | 1994 | 1995 | 1996 | 1997 | 1998 | 1999 | 2000 |    | 2002 | 2003 | 2004 | w-v |
| --------------- | ---- | ---- | ---- | ---- | ---- | ---- | ---- | ---- | ---- | ---- | -- | ---- | ---- | ---- | --- |
| Australian Open | 1R   | 1R   | 1R   | 2R   | 1R   | 3R   | 1R   | 1R   | 1R   | 1R   | 2R | 1R   | 1R   | 4-13 |     |
| Roland Garros   | –    | –    | 3R   | 2R   | 2R   | 1R   | 1R   | 3R   | 2R   | 2R   | 1R | 2R   | –    | 9-10 |     |
| Wimbledon       | –    | –    | 1R   | 2R   | 1R   | 1R   | 3R   | KF   | 1R   | 1R   | 2R | 1R   | –    | 7-10 |     |
| US Open         | –    | –    | –    | 1R   | –    | 2R   | 1R   | 2R   | 1R   | 1R   | 1R | –    | –    | 2-7  |     |

### Gemengd dubbelspel
| Toernooi        | 1993 | 1994 | 1995 | 1996 | 1997 | 1998 | 1999 | 2000 |    | 2002 | 2003 | w-v |
| --------------- | ---- | ---- | ---- | ---- | ---- | ---- | ---- | ---- | -- | ---- | ---- | --- |
| Australian Open | –    | –    | –    | –    | –    | 2R   | 1R   | 2R   | –  | 1R   | 2-4  |     |
| Roland Garros   | –    | 2R   | 1R   | 3R   | –    | 2R   | 3R   | 3R   | –  | –    | 7-6  |     |
| Wimbledon       | 1R   | 1R   | KF   | 1R   | 1R   | 1R   | 1R   | 2R   | 2R | 1R   | 5-10 |     |
| US Open         | –    | –    | –    | –    | –    | –    | –    | –    | 1R | –    | 0-1  |     |